# Kengo Nakamura
Kengo Nakamura (中村 憲剛, Nakamura Kengo, Tokio, 31 oktober 1980) is een Japans voetballer die als middenvelder speelt bij Kawasaki Frontale.

## Clubcarrière
Kengo Nakamura tekende in 2003 bij Kawasaki Frontale.

## Interlandcarrière
Kengo Nakamura debuteerde in 2006 in het Japans nationaal elftal en speelde 63 interlands, waarin hij 6 keer scoorde.

## Statistieken
| Japans voetbalelftal | Japans voetbalelftal | Japans voetbalelftal |
| Jaar                 | Wed.                 | Dlp.                 |
| -------------------- | -------------------- | -------------------- |
| 2006                 | 3                    | 1                    |
| 2007                 | 13                   | 0                    |
| 2008                 | 13                   | 2                    |
| 2009                 | 12                   | 2                    |
| 2010                 | 11                   | 0                    |
| 2011                 | 4                    | 1                    |
| 2012                 | 7                    | 0                    |
| 2013                 | 5                    | 0                    |
| Totaal               | 68                   | 6                    |